# Stenopetius rugosus
Stenopetius rugosus är en stekelart som beskrevs av Boucek 1988. Stenopetius rugosus ingår i släktet Stenopetius och familjen finglanssteklar.
Artens utbredningsområde är Fiji. Inga underarter finns listade i Catalogue of Life.